# Мали Београд (Бачка Топола)
Мали Београд (мађ. Kisbelgrád) је насеље у општини Бачка Топола, у Севернобачком округу, у Србији. Према попису из 2022. било је 349 становника.

## Демографија
У насељу Мали Београд живи 430 пунолетних становника, а просечна старост становништва износи 42,1 година (42,6 код мушкараца и 41,7 код жена). У насељу има 178 домаћинстава, а просечан број чланова по домаћинству је 2,94.
Ово насеље је углавном насељено Србима (према попису из 2002. године), а у последња три пописа, примећен је пораст у броју становника.
|  |

| Демографија | Демографија | Демографија |
| Година      | Становника  | Становника  |
| ----------- | ----------- | ----------- |
| 1948.       | 272         |             |
| 1953.       | 494         |             |
| 1961.       | 616         |             |
| 1971.       | 532         |             |
| 1981.       | 463         |             |
| 1991.       | 503         | 502         |
| 2002.       | 524         | 549         |

| Етнички састав према попису из 2002.‍ | Етнички састав према попису из 2002.‍ | Етнички састав према попису из 2002.‍ | Етнички састав према попису из 2002.‍ | Етнички састав према попису из 2002.‍ |
| ------------------------------------ | ------------------------------------ | ------------------------------------ | ------------------------------------ | ------------------------------------ |
|                                      |                                      |                                      |                                      |                                      |
| Срби                                 | Срби                                 |                                      | 343                                  | 65,45%                               |
| Мађари                               | Мађари                               |                                      | 105                                  | 20,03%                               |
| Југословени                          | Југословени                          |                                      | 25                                   | 4,77%                                |
| Буњевци                              | Буњевци                              |                                      | 23                                   | 4,38%                                |
| Хрвати                               | Хрвати                               |                                      | 8                                    | 1,52%                                |
| Македонци                            | Македонци                            |                                      | 5                                    | 0,95%                                |
| Словаци                              | Словаци                              |                                      | 1                                    | 0,19%                                |
| непознато                            | непознато                            |                                      | 0                                    | 0,0%                                 |

| Година пописа     | 1948. | 1953. | 1961. | 1971. | 1981. | 1991. | 2002. |
| ----------------- | ----- | ----- | ----- | ----- | ----- | ----- | ----- |
| Број домаћинстава | 67    | 131   | 171   | 157   | 165   | 174   | 178   |

| Број чланова      | 1  | 2  | 3  | 4  | 5  | 6  | 7 | 8 | 9 | 10 и више | Просек |
| ----------------- | -- | -- | -- | -- | -- | -- | - | - | - | --------- | ------ |
| Број домаћинстава | 32 | 54 | 30 | 34 | 14 | 11 | 2 | 1 | 0 | 0         | 2,94   |

| Пол    | Укупно | Неожењен/Неудата | Ожењен/Удата | Удовац/Удовица | Разведен/Разведена | Непознато |
| ------ | ------ | ---------------- | ------------ | -------------- | ------------------ | --------- |
| Мушки  | 213    | 44               | 155          | 7              | 6                  | 1         |
| Женски | 236    | 43               | 154          | 35             | 4                  | 0         |
| УКУПНО | 449    | 87               | 309          | 42             | 10                 | 1         |

| Пол    | Укупно                    | Пољопривреда, лов и шумарство | Рибарство                            | Вађење руде и камена | Прерађивачка индустрија       |
| ------ | ------------------------- | ----------------------------- | ------------------------------------ | -------------------- | ----------------------------- |
| Мушки  | 114                       | 68                            | 0                                    | 0                    | 30                            |
| Женски | 67                        | 20                            | 0                                    | 0                    | 26                            |
| УКУПНО | 181                       | 88                            | 0                                    | 0                    | 56                            |
| Пол    | Производња и снабдевање   | Грађевинарство                | Трговина                             | Хотели и ресторани   | Саобраћај, складиштење и везе |
| Мушки  | 0                         | 2                             | 5                                    | 0                    | 4                             |
| Женски | 0                         | 0                             | 12                                   | 1                    | 0                             |
| УКУПНО | 0                         | 2                             | 17                                   | 1                    | 4                             |
| Пол    | Финансијско посредовање   | Некретнине                    | Државна управа и одбрана             | Образовање           | Здравствени и социјални рад   |
| Мушки  | 0                         | 2                             | 3                                    | 0                    | 0                             |
| Женски | 1                         | 3                             | 0                                    | 2                    | 2                             |
| УКУПНО | 1                         | 5                             | 3                                    | 2                    | 2                             |
| Пол    | Остале услужне активности | Приватна домаћинства          | Екстериторијалне организације и тела | Непознато            | Непознато                     |
| Мушки  | 0                         | 0                             | 0                                    | 0                    | 0                             |
| Женски | 0                         | 0                             | 0                                    | 0                    | 0                             |
| УКУПНО | 0                         | 0                             | 0                                    | 0                    | 0                             |